# Familie verpflichtet
Familie verpflichtet ist ein deutscher Fernsehfilm aus dem Jahr 2015. In den Hauptrollen spielen Max von Pufendorf und Omar El-Saeidi ein jüdisch-arabisch homosexuelles Pärchen, das sich gegen die Tradition ihrer Familien zur Wehr setzen muss. Premiere hatte der Film am 9. Oktober 2015 auf dem Filmfest Hamburg. Im Fernsehprogramm wurde der Film erstmals am 5. November 2015 um 22 Uhr im NDR gezeigt.

## Handlung
David und Khaled sind ein jüdisch-arabisches Paar, allerdings darf Khaleds Vater Aledrissi nichts von der Beziehung wissen. Für ihn ist David nur Khaleds Mitbewohner. Davids Mutter Lea duldet zwar seine Homosexualität, sie stört sich jedoch daran, dass sein Lebensgefährte Araber ist und lässt dies beide auch spüren. Kurz nachdem David seinem Freund einen Antrag gemacht hat, steht plötzlich zu allem Überfluss die schwangere Sarah vor der Tür und teilt dem Pärchen mit, dass sie von David ein Kind erwarte. Sie habe ihn vor knapp acht Monaten in Berlin mit Unterstützung von Drogen überzeugen wollen, dass er vielleicht nicht nur homosexuell ist. Jetzt braucht sie eine Unterschrift für die Adoptionsfreigabe, Khaled würde das Kind allerdings gern behalten, auch um seinem Vater einen Enkel zu schenken. David, der als Galerist alles andere als erfolgreich ist und sich so weiterhin in der Abhängigkeit seiner Mutter befindet, kann sich dies nicht vorstellen.
Lea hat nebenbei ihre eigene Privatfehde mit Aledrissi. Als sie nach dem Tod der Vermieter seines Restaurants die Verwaltung übertragen bekommt, kündigt sie den Mietvertrag. Diese Abhängigkeiten machen ein Coming-out von Khaled nicht leichter. Durch ein Missverständnis am Telefon glaubt Aledrissi, dass Sarah von Khaled schwanger sei und er bald einen Enkel bekäme. Khaled lässt sich einiges einfallen, um dieses Spiel mitzuspielen. Als David dahinterkommt, ist er von David enttäuscht und beide legen ihre Beziehung auf Eis. Aledrissi erfährt jetzt auch, dass sein Sohn schwul ist. David entdeckt Sarahs Kunsttalente, als er einem Kunsthändler in seiner Verzweiflung ihre Werke als die eines anderen vorgaukelt. Wenig später steht die Entbindung an, was alle im Krankenhaus versammelt. Es kommt zur großen Versöhnung. Khaled macht dieses Mal David einen Antrag und sie beschließen, das Kind zu behalten. Auch Lea und Aledrissi ziehen einen Schlussstrich unter ihren Streit.
Zum Schluss heiraten Khaled und David im Kreise ihrer Verwandten und Freunde und fahren gemeinsam mit ihrem Sohn in die Flitterwochen.

## Produktion
Der Film wurde vom 27. Mai 2015 bis zum 27. Juni 2015 in Hannover gedreht.

## Rezeption

### Kritiken
Das Lexikon des internationalen Films bewertet den Film als eher mittelmäßig und schreibt: „Klischeebeladene (Fernseh-)Komödie, die wenig einfallsreich aus dem Zusammenprall von Befindlichkeiten und Vorurteilen Humor zu erzeugen versucht.“
Kritiker Tilmann P. Gangloff ist deutlich positiver und gibt dem Film in seiner Besprechung bei tittelbach.tv insgesamt 4 von 6 möglichen Sternen. Der Film sei „eine originelle, gut gespielte und ausgesprochen vergnügliche Komödie“, auch wenn die Figuren mitunter überzeichnet sind. Die Geschichte wirke trotz vieler Verwicklungen nicht überfrachtet, die Dialoge und die Besetzung der Nebenrollen seien gelungen. Der Film hätte auch gut um 20.15 Uhr im Ersten laufen können.
Oliver Armknecht gibt dem Film in seiner Kritik auf film-rezensionen.de insgesamt 5 von 10 Punkten.

### Einschaltquoten
Die Wiederholung am 14. April 2021 im Ersten sahen insgesamt 4,24 Millionen Zuschauer. Dies bedeutete einen Marktanteil von 13,5 %.